# 山本健吉賞
山本健吉賞（やまもとけんきちしょう）は、『俳句界』の出版元である「文學の森」が主催する俳句・詩歌に関する文学賞。2001年、俳句評論・研究に功績のあった山本健吉の名を冠し山本健吉文学賞として創設。当初は俳句、短歌、詩、評論、歌詞の5部門が選ばれていたが、第5回から歌詞部門が、第11回から短歌部門と詩部門がなくなり、2014年度の第13回より「山本健吉賞」に改称され、句集のみを対象とする賞となった。
なお、同じく文學の森が主催している賞に「山本健吉評論賞」があるが、こちらは公募の評論作品に与えられる賞であり、本賞の評論部門とは異なる。

## 受賞一覧
| 回     | 年     | 俳句部門                                    | 短歌部門                            | 詩部門                                            | 評論部門 | 歌詞部門                |
| ------ | ------ | ------------------------------------------- | ----------------------------------- | ------------------------------------------------- | --- | ----------------------- |
| 第1回  | 2001年 | 伊藤敬子 『百景』                           | 島田修二 『行路』                   | 田中清光 『再生』                                 | 田中義信 『元禄の鬼才 宝井其角』 宮坂静生 『俳句からだ感』                                                              | 福山雅治 「桜坂」       |
| 第2回  | 2002年 | 黛まどか 『京都の恋』                       | 玉井清弘 『六白』                   | 守中高明 『シスター・アンティゴネーの暦のない墓』 | 井川博年 『そして、船は行く』 平井照敏 『蛇笏と楸邨』 原満三寿 『金子光晴の世界』                                       | ゴスペラーズ 「ひとり」 |
| 第3回  | 2003年 | 山上樹実雄 『四時抄』 きくちつねこ 『花晨』 | 大島史洋 『燠火』 成瀬有 『流離伝』 | 四元康祐 『世界中年会議』                         | 深沢了子 『近世中期の上方俳壇』 仁平勝 『俳句のモダン』                                                                 | BEGIN 「島人ぬ宝」      |
| 第4回  | 2004年 | きちせあや 『消息』                         | 佐佐木幸綱 『はじめての雪』         | 該当作無し                                        | 東聖子 『蕉風俳諧における＜季語・季題＞の研究』                                                                         | 該当作無し              |
| 第5回  | 2005年 | 角川春樹 『海鼠の日』                       | 水原紫苑 『あかるたへ』             | 季村敏夫 『木端微塵』                             | 加藤郁乎 『市井風流――俳林随筆』 宗田安正 『昭和の名句集を読む』                                                         |                         |
| 第6回  | 2006年 | 該当無し                                    | 吉川宏志 『海雨』                   | 清水哲男 『黄燐と投げ縄』                         | うさみとしお 『長谷川素逝 圓光の生涯』 新倉俊一 『評伝 西脇順三郎』と、エズラ・パウンド 『ピサ詩篇』の翻訳と注釈 に対し |                         |
| 第7回  | 2007年 | 角川春樹 『角川家の戦後』                   | 栗木京子 『けむり水晶』             | 吉田文憲 『六月の光、九月の椅子』                 | 前田霧人 『鳳作の季節』                                                                                                 |                         |
| 第8回  | 2008年 | 村越化石 『八十路』                         | 米川千嘉子 『衝立の絵の乙女』       | アーサー・ビナード 『左右の安全』                 | 山田春生 『戦中戦後俳壇史 俳句の旗手』                                                                                  |                         |
| 第9回  | 2009年 | 伊藤通明 『荒神』                           | 島田修三 『東洋の秋』               | 高貝弘也 『子葉声韻』                             | 中村雅樹 『俳人 宇佐美魚目』                                                                                            |                         |
| 第10回 | 2010年 | 中岡毅雄 『啓示』                           | 永田和宏 『日和』                   | 川口晴美 『半島の地図』                           | |                         |
| 第11回 | 2011年 | 加藤郁乎 『晩節』                           |                                     |                                                   | 岩岡中正 『虚子と現代』                                                                                                 |                         |
| 第12回 | 2012年 | 山陰石楠 『天心』                           |                                     |                                                   | 鈴木豊一 『俳句編集ノート』                                                                                             |                         |
| 第13回 | 2014年 | 深見けん二 『菫濃く』                       |                                     |                                                   | |                         |
| 第14回 | 2015年 | 後藤比奈夫                                  |                                     |                                                   | |                         |
| 第15回 | 2016年 | 大牧広                                      |                                     |                                                   | |                         |
| 第16回 | 2017年 | 寺井谷子                                    |                                     |                                                   | |                         |

## 選考委員
- 第11回 
  - 俳句部門 - 金子兜太、廣瀬直人
  - 評論部門 - 大串章、宮坂静生
- 第12回
  - 俳句部門 - 金子兜太、黒田杏子
  - 評論部門 - 大串章、宮坂静生